# Barnay
Barnay é uma comuna francesa na região administrativa de Borgonha-Franco-Condado, no departamento Saône-et-Loire. Estende-se por uma área de 15,75 km². Em 2010 a comuna tinha 101 habitantes (densidade: 6,4 hab./km²).